# Manfreda maculosa
Manfreda maculosa là một loài thực vật có hoa trong họ Măng tây. Loài này được (Hook.) Rose mô tả khoa học đầu tiên năm 1903.

## Hình ảnh

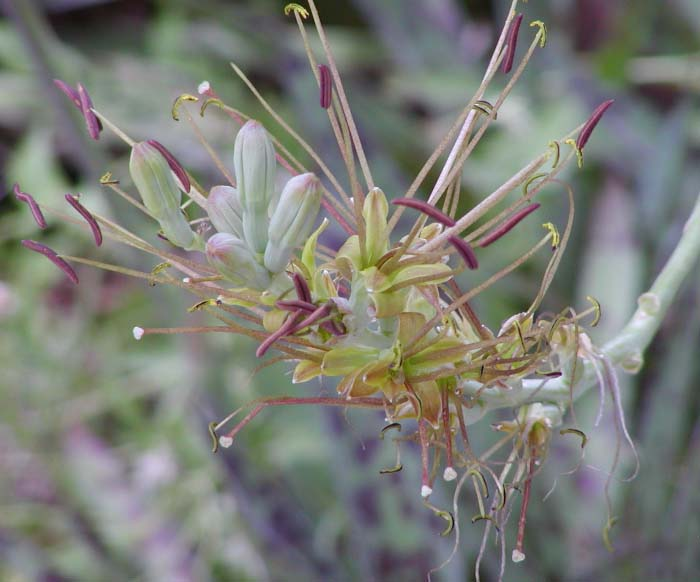
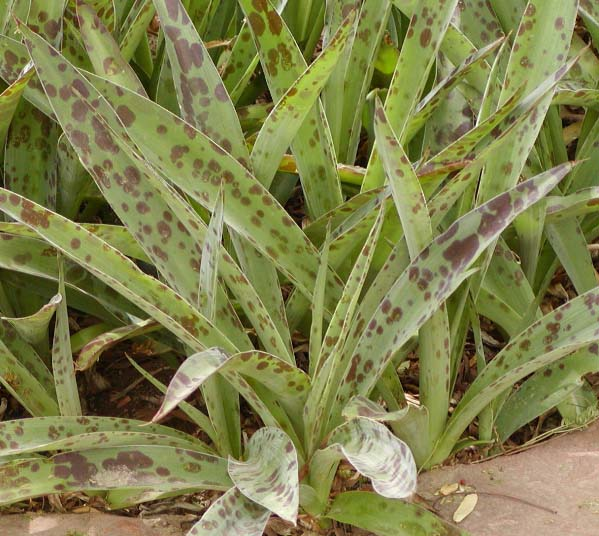
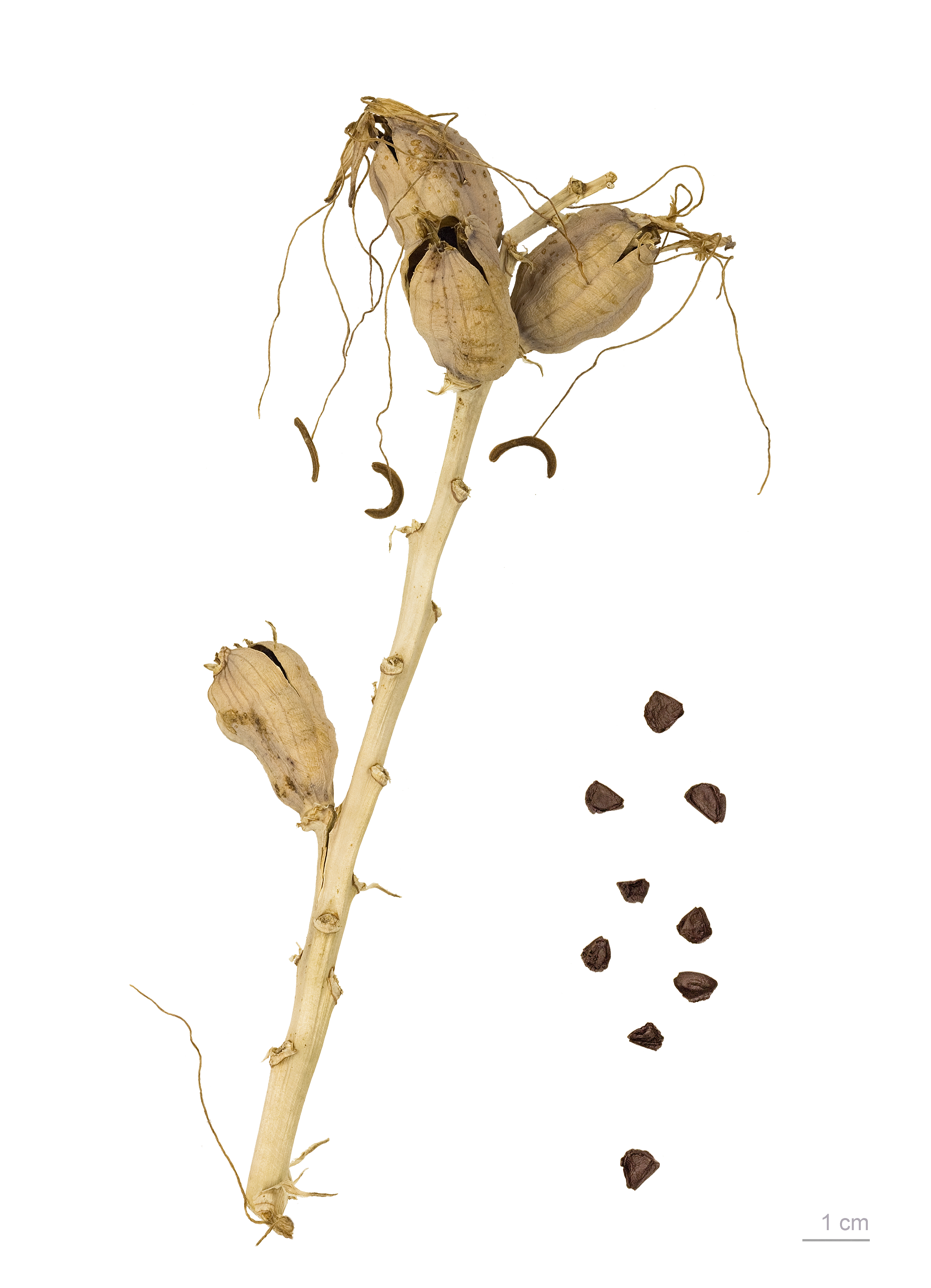